# Енцклестерле
Енцклестерле (нім. Enzklösterle) — громада в Німеччині, знаходиться в землі Баден-Вюртемберг. Підпорядковується адміністративному округу Карлсруе. Входить до складу району Кальв.
Площа — 20,20 км2. Населення становить 1240 ос. (станом на 31 грудня 2020).